# Ólafur Darri Ólafsson
Ólafur Darri Ólafsson (Connecticut, 1973. március 13. –) izlandi színész, forgatókönyvíró és producer. 
A Children, a Dermesztő mélység, a Walter Mitty titkos élete és az Eurovíziós Dalfesztivál: A Fire Saga története című filmekben nyújtott szerepeiről ismert, valamint olyan televíziós sorozatok tűnt fel, mint a Fangavaktin, a Trapped, a NOS4A2, a Lady Dynamite és a Különválás. 

## Fiatalkora
1973. március 3-án született Connecticutban, izlandi szülők gyermekeként. Édesanyja ápolónő, édesapja pedig születése idején Connecticutban tanult orvosnak, így Ólafur izlandi és amerikai állampolgársággal is rendelkezik. Négyéves kora körül tért vissza szüleivel Izlandra. Reykjavíkban nőtt fel, ahol a Reykjavík Junior College-ban tanult. Bevallotta, kezdetben nem élvezte a váltást az Egyesült Államokból Izlandra. Amikor először küldték ki játszani, inkább mozdulatlanul állt és sírt, amíg haza nem vitték. Gyermekként az önállóság érzetének kialakításáért is küzdött, és édesanyja azért vállalt állást iskolai ápolónőként az iskolájában, hogy a fiú hajlandó legyen iskolába járni. 1998-ban végzett az Icelandic Drama Schoolban.

## Pályafutása
Ólafur az Iceland National Theatre of Iceland és a Reykjavík City Theatre különböző produkcióiban vett részt, emellett számos független színházi csoporttal is együtt dolgozott. Társalapítója a reykjavíki Vesturport színházi társulatnak.
Ólafur nemzetközileg talán leginkább a Trapped című sorozatban Andri, Seyðisfjörður rendőrfőnökének szerepéről ismert. A sorozat alkotója, Baltasar Kormákur elmondta, hogy Ólafurra azért esett a választás, mert nem egy átlagos főszereplő típus. Ólafur elmondta, a karaktert a saját apjáról mintázta. A The Guardian szerint az alakítása „éppoly figyelemre méltó, mint a táj”.
2016-ban szerepet kapott az Of Monsters and Men „Winter Sound” című dalának klipjében. 2019-ben Bing Partridge szerepét játszotta az AMC NOS4A2 című sorozatában.
Ólafur adta az izlandi hangját különböző animációs filmek karaktereinek, például; Jégkorszak, Lilo és Stitch – A csillagkutya, Mackótestvér, Kung Fu Panda.

## Magánélete
Ólafur kapcsolatban él Lovísa Ósk Gunnarsdóttir izlandi táncosnővel, akitől két lánya született (2010-ben és 2014-ben). Ólafur elmondta, hogy nehezen bírja a nyilvánosság jelenlétét, inkább otthon néz filmeket és főz a barátainak.

## Filmográfia

### Film
| Év   | Magyar cím                                     | Eredeti cím                                     | Szerep                       | Magyar hang      |
| ---- | ---------------------------------------------- | ----------------------------------------------- | ---------------------------- | ---------------- |
| 2000 |                                                | Fíaskó                                          | Gulli                        |                  |
| 2000 | 101 Reykjavík                                  | 101 Reykjavík                                   | Marri                        | Bognár Tamás     |
| 2002 |                                                | True Love (Once Removed) (rövidfilm)            | felszolgáló                  |                  |
| 2005 | Beowulf – A hős és a szörnyeteg                | Beowulf & Grendel                               | Unferth                      | Bácskai János    |
| 2006 |                                                | Thicker than Water                              | Börkur                       |                  |
| 2006 |                                                | Children                                        | Marinó                       |                  |
| 2007 |                                                | Parents                                         | Marinó                       |                  |
| 2008 | Fehér nászéjszaka                              | White Night Wedding                             | Sjonni                       |                  |
| 2008 | Családban marad                                | Country Wedding                                 | Egill                        |                  |
| 2008 | Reykjavík – Rotterdam                          | Reykjavík-Rotterdam                             | Elvar                        |                  |
| 2010 | Hullámverés                                    | Undercurrent                                    | Sævar                        |                  |
| 2011 | Viharföld                                      | Stormland                                       | Böddi – Böðvar Steingrímsson |                  |
| 2012 | Csempészek                                     | Contraband                                      | Olaf                         | Sótonyi Gábor    |
| 2012 | Dermesztő mélység                              | The Deep                                        | Gulli                        |                  |
| 2013 | Walter Mitty titkos élete                      | The Secret Life of Walter Mitty                 | helikopterpilóta             | Schneider Zoltán |
| 2014 | Sírok között                                   | A Walk Among the Tombstones                     | Jonas Loogan                 | Schneider Zoltán |
| 2015 | Az utolsó boszorkányvadász                     | The Last Witch Hunter                           | Belial                       | Schneider Zoltán |
| 2016 | Zoolander 2.                                   | Zoolander 2                                     | haszid férfi                 |                  |
| 2016 | A barátságos óriás                             | The BFG                                         | Lánycsócsáló / Szakács       |                  |
| 2016 | A fehér király                                 | The White King                                  | Csákány                      | Gémes Antos      |
| 2018 | A kém, aki dobott engem                        | The Spy Who Dumped Me                           | Finn túrázó                  | Turi Bálint      |
| 2018 | Meg – Az őscápa                                | The Meg                                         | A fal                        | Bognár Tamás     |
| 2018 |                                                | Let Me Fall                                     | Viðskiptavinur               |                  |
| 2018 | Az eltűntek                                    | The Vanishing                                   | Boor                         | Schneider Zoltán |
| 2018 | Legendás állatok: Grindelwald bűntettei        | Fantastic Beasts: The Crimes of Grindelwald     | Skender                      | Schneider Zoltán |
| 2019 | Így neveld a sárkányodat 3.                    | How to Train Your Dragon: The Hidden World      | Ragnar (hangja)              | Schneider Zoltán |
| 2019 | Gyagyás gyilkosság                             | Murder Mystery                                  | Sergei                       | Schneider Zoltán |
| 2019 | A szabadság útja                               | End of Sentence                                 | Stone rendőrtiszt            |                  |
| 2020 | Eurovíziós Dalfesztivál: A Fire Saga története | Eurovision Song Contest: The Story of Fire Saga | Neils Brongus                | Schneider Zoltán |
| 2023 |                                                | Operation Napoleon                              | Einar                        |                  |

### Televízió
| Év      | Magyar cím                              | Eredeti cím                         | Szerep                         | Megjegyzés                                              |
| ------- | --------------------------------------- | ----------------------------------- | ------------------------------ | ------------------------------------------------------- |
| 2006    |                                         | The Eagle                           | Számítógép-tolvaj              | 1 epizód                                                |
| 2009    |                                         | 1066 The Battle for Middle Earth    | Gyrd                           | 1 epizód                                                |
| 2009    |                                         | Fangavaktin                         | Loðfíllinn                     | 7 epizód                                                |
| 2014    | Banshee                                 | Banshee                             | Jonah Lambrecht                | 2 epizód                                                |
| 2014    | True Detective – A törvény nevében      | True Detective                      | Dewall                         | - 1 epizód - magyar hangja: - Schneider Zoltán          |
| 2014    |                                         | Banshee Origins                     | Jonah Lambrecht                | 1 epizód                                                |
| 2015–21 |                                         | Trapped                             | Andri Ólafsson                 | 21 epizód                                               |
| 2016    | Elveszettek                             | The Missing                         | Stefan Andersen                | 4 epizód                                                |
| 2016    | Préda                                   | Quarry                              | Credence Mason                 | 4 epizód                                                |
| 2016–17 |                                         | Lady Dynamite                       | Scott Marvel Cassidy           | 13 epizód                                               |
| 2017    | Emerald City                            | Emerald City                        | Ojo, a szerencsés              | - 7 epizód - magyar hangja: - Turi Bálint               |
| 2018    |                                         | Hilda                               |                                | 13 epizód                                               |
| 2019    |                                         | The Widow                           | Ariel Helgason                 | 8 epizód                                                |
| 2019    | New Amsterdam – Vészhelyzet New Yorkban | New Amsterdam                       | Burl                           | 1 epizód                                                |
| 2019    | NOS4A2                                  | NOS4A2                              | Bing Partridge                 | - 20 epizód - magyar hangja: - Schneider Zoltán         |
| 2019    | A Sötét Kristály – Az ellenállás kora   | The Dark Crystal: Age of Resistance | Az íjász (hangja)              | 6 epizód                                                |
| 2020    | Cursed: Átkozott                        | Cursed                              | Rugen, a Leprakirály           | - 1 epizód - magyar hangja: - Schneider Zoltán          |
| 2020    |                                         | The Minister                        | Benedikt Ríkharðsson           | 8 epizód                                                |
| 2021    |                                         | Vegferð                             | Ólafur Darri                   | 6 epizód                                                |
| 2022    |                                         | The Amazing Race 34                 | önmaga                         | 1 epizód                                                |
| 2022–24 | Átutazó                                 | The Tourist                         | Billy Nixon                    | 6 epizód                                                |
| 2022–24 | Monster High                            | Monster High                        | Foxford (hangja)               | - mellékszereplő - magyar hangja: - György-Rózsa Sándor |
| 2023    | Kiff                                    | Kiff                                | Kentaur Mikulás (hangja)       | - 1 epizód - magyar hangja: - Kajtár Róbert             |
| 2023    | Tengerparti történetek                  | Boat Story                          | Narrátor                       | 6 epizód                                                |
| 2024    | Az istenek alkonya                      | Twilight of the Gods                | Tiwaz (hangja)                 | 5 epizód                                                |
| 2024    | Valaki valahol                          | Somebody Somewhere                  | Víglundur 'Iceland' Hjartarson | 3. évad                                                 |
| 2024    | La Palma                                | La Palma                            | Haukur                         | 3 epizód                                                |
| 2025    | Különválás                              | Severance                           | Mr. Drummond                   | mellékszereplő; 6 epizód (2. évad)                      |
| 2025    | Kilenc hulla egy mexikói hullaházban    | Nine Bodies in a Mexican Morgue     | Travis Davies                  | főszereplő                                              |
| TBA     |                                         | Reykjavik Fusion                    | Jónas                          | főszerep                                                |